# Александър Младжов
Александър Георгиев Младжов е български просветен деец и революционер, деец на Вътрешната македоно-одринска революционна организация и Върховния македоно-одрински комитет.

## Биография
Роден в град Дупница, тогава в Османската империя. По професия е учител, а по убеждения - социалист. Дългогодишен член, включително председател, е на настоятелството на Македонското дружество „Единство“. В юли 1898 година е делегат от Разградскато македоно-одринско дружество на Петия македоно-одрински конгрес. През 1900 година е агент на вестник „Реформи“ в Дупнишка и Радомирска околия и същевременно е отговорен редактор на местния вестник „Изгрев“. Делегат е на Десетия македоно-одрински конгрес.